# 北崎千代佳
北崎 千代佳（きたざき ちよか、1970年 - ）はコントラバス奏者。福岡県新宮町出身。
14歳でコントラバスを始める。1993年、東京芸術大学音楽学部卒業。コントラバスを吉浦勝喜、永島義男に師事。北九州市立響ホール室内合奏団、福岡サロンオーケストラなどで活躍。
1999年、高坂圭のプロデュースでファーストCD『クレセント・ムーン1』をリリース。2004年には故郷新宮町を舞台にした映画『千年火』（監督・瀬木直貴、脚本・高坂圭）で音楽を担当し、出演も果たす。

## CDリスト
- クレセント・ムーン1
- 千年火（映画『千年火』オフィシャルアルバム）